# Ki Mit Tube
A Ki Mit Tube egy magyar tehetségkutató verseny, amely a YouTube-on zajlik, mindenféle műfaji megkötés nélkül. Ez az első kizárólag online zajló tehetségkutató műsor. A műsor főtámogatója a One Magyarország.

## Története
A tehetségkutatót a YouTube-személyiségek menedzselésével foglalkozó ügynökségek felkérésére a Red Lemon Media fejlesztette ki és bonyolítja le. A műsor moderátora Hajós András énekes, humorista. Az ügynökség közleményében így jellemezte a versenyt: „A videómegosztó havonta egymilliárd nézője várja a jövő nemzedék új sztárjait, akik immáron a YouTube-on szólítják meg közönségüket. Nincsenek határok, ezen a versenyen bárki, bármivel indulhat.”

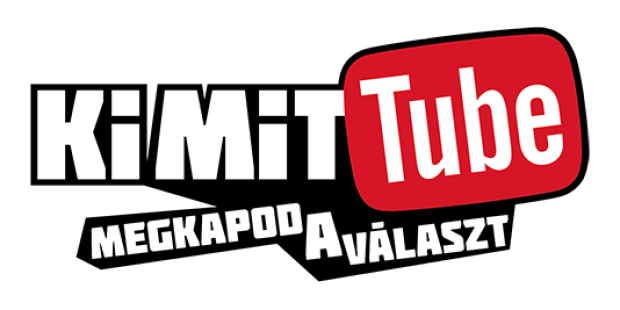
A Ki Mit Tube (2014-es) logója

2025-ben visszatér a Ki Mit Tube.

## Menete
A tehetségkutató elnevezése a YouTube, valamint a Ki mit tud? című televíziós műsor nevéből származó szójáték. A jelentkezőknek egy bemutatkozó kisfilmet, valamint egy legfeljebb ötperces videóklipet kellett feltölteniük a hivatalos oldalra, amelyen maguk is szerepelnek. A versenyvideóknak nincsenek műfaji kötöttségeik.
A verseny első szakasza 2014. augusztus 18-án vette kezdetét, és a videóklipek augusztus 21-től kerültek fel a YouTube-csatornára. Az első körben, amelynek feltöltési időszaka szeptember 13-án ért véget, a zsűritagok videóikban figyelték, kommentálták, véleményezték a feltöltött videókat, vagy akár vitába szálltak egymással és a műsorfolyam követőivel. A közönségszavazás szeptember 15-én zárult, és a 15 legtöbb szavazatot szerző produkció került be a következő körbe. Ekkor a zsűritagok pontozásos módszerrel kiválasztották azt az öt pályaművet, amely bekerül a döntőbe. A döntősök ezután új feladatot kaptak, miszerint kellett készíteniük egy olyan produkciót, amelynek a témája a Vedd fel!, vagyis ennek kellett lennie a produkció címének és a tartalomnak is egyértelműen utalnia kellett erre. Ennek kivitelezésére összesen négy nap állt rendelkezésükre. Ezeket a produkciókat az augusztus 21-én megrendezendő, élőben közvetített fináléban mutatták be, amelynek műsorvezetője az egyik zsűritag, Fluor Tomi volt. Ezt követően a közönség szavazhatott az általa legjobbnak tartott versenymunkára.

## A versenyzők
A versenyre beérkezett versenyprodukciók szerzői között van több énekes és zenekar, hangszeres előadó, rapper, táncművész, paródiaszerző, videoblogger, valamint különleges és extrém sportok képviselői is. Poénból indult rajta Dancsó Péter videoblogger, YouTube-személyiség is. Mondik Noémi zsűritag nem jött rá, hogy Dancsó klipje csak paródia, és beszólt a vloggerre, ami miatt alpári stílusú inzultusok érték Dancsó egyes rajongóitól.
| Hely. | Évadok                     | Évadok                            | Évadok              |
| Hely. | Első                       | Második                           | Harmadik            |
| ----- | -------------------------- | --------------------------------- | ------------------- |
| 1.    | Mr Klausz                  | Bánki Beni                        | Made in B x Vampire |
| 2.    | Lóci játszik               | Standard Hiba                     | Gucsi x Eg          |
| 3.    | ManGoRise                  | The BMG                           | Olescher Domonkos   |
| 4.    | Appril SECRET Section      | Bittner Dániel                    | Nikosz              |
| 5.    | TrueBadÚr                  | Mongooz and the Magnet (&friends) | Pintér Liló         |
| 6.    | Led                        | Jammal                            | Stulili             |
| 7.    | BassLime                   | CAFF                              | DearLordBenny       |
| 8.    | Radics Peti                | Member – Atarian                  | Adel Fuzik Design   |
| 9.    | Szabyest                   | Lena                              | Vanda               |
| 10.   | MDC                        | Rímbiózis                         |                     |
| 11.   | Bartos Cs. István          |                                   |                     |
| 12.   | Nasz Dani                  |                                   |                     |
| 13.   | CHXYSW2:)64 (Dancsó Péter) |                                   |                     |
| 14.   | Nguyen Kamilla             |                                   |                     |
| 15.   | BRSS                       |                                   |                     |

### 1. évad
- A második kör eredményei

A közönségszavazás első tizenöt helyezettje közül a zsűri választotta ki azt az öt produkciót, amely bejutott a verseny döntőjébe. Mindegyik zsűritag öt versenyprodukciónak oszthatott ki egy-egy pontot. Az eredmény alapján Mr Klausz (8 pont), a Lóci játszik, a ManGoRise Acoustic, az Appril SECRET Section (6-6 pont) és a TrueBadÚr (5 pont) jutott be a döntőbe.
(A zsűri szavazatainak szempontjából kialakult holtverseny esetén a közönségszavazatok száma döntött a sorrendről.)
| #   | Előadó                | Produkció                       | Kategória         | 444.hu | Fluor Tomi | Kovács Patrícia | Mondik Noémi | Péterfy Bori | Puskás Péter | Puzsér Róbert | Saiid | Sárközi Gyula | Szirmai Gergely | Össz. |
| --- | --------------------- | ------------------------------- | ----------------- | ------ | ---------- | --------------- | ------------ | ------------ | ------------ | ------------- | ----- | ------------- | --------------- | ----- |
| 1.  | Mr Klausz             | A Sorsod Borsod                 | Rap / slam poetry | Igen   | Igen       |                 | Igen         | Igen         | Igen         | Igen          | Igen  | Igen          |                 | 8     |
| 2.  | Lóci játszik          | Szociálisan érzékeny dal        | Zene              |        | Igen       | Igen            | Igen         | Igen         | Igen         |               | Igen  |               |                 | 6     |
| 3.  | ManGoRise Acoustic    | Élőzenét Mindenkinek            | Zene              | Igen   | Igen       | Igen            |              |              | Igen         |               | Igen  | Igen          |                 | 6     |
| 4.  | Appril SECRET Section | A varázsbot                     | Tánc              |        | Igen       | Igen            |              |              | Igen         | Igen          | Igen  | Igen          |                 | 6     |
| 5.  | TrueBadÚr             | Hestegszelfi                    | Humor             | Igen   |            |                 | Igen         |              |              | Igen          |       | Igen          | Igen            | 5     |
| 6.  | Led                   | Deep Blue Sky                   | Zene              | Igen   |            | Igen            | Igen         | Igen         |              | Igen          |       |               |                 | 5     |
| 7.  | BassLime              | Beatbox looping minimix         | Zene              |        | Igen       |                 |              | Igen         |              | Igen          | Igen  |               | Igen            | 5     |
| 8.  | Radics Peti           | A zsűritagok megmondják         | Humor             |        |            |                 |              | Igen         | Igen         |               |       |               | Igen            | 3     |
| 9.  | Szabyest              | Veled Forog A Világ             | Zene              | Igen   |            |                 | Igen         |              |              |               |       |               |                 | 2     |
| 10. | MDC                   | Szabadulj el (Acoustic Version) | Zene              |        |            | Igen            |              |              |              |               |       | Igen          |                 | 2     |
| 11. | Bartos Cs. István     | Managerek kifigurázása          | Humor             |        |            |                 |              |              |              |               |       |               | Igen            | 1     |
| 12. | Nasz Dániel           | Életművészet                    | Vlogger           |        |            |                 |              |              |              |               |       |               | Igen            | 1     |
| 13. | CHXYSW2:)64           | Úgyisénnyerek                   | Vlogger           |        |            |                 |              |              |              |               |       |               |                 | 0     |
| 14. | Nguyen Kamilla        | Teenage Dream – Cover           | Zene              |        |            |                 |              |              |              |               |       |               |                 | 0     |
| 15. | BRSS                  | Ugrókötél                       | Sport             |        |            |                 |              |              |              |               |       |               |                 | 0     |

## A zsűri
A műsor zsűrijének tagjai a következők:
| Név                | Évadok | Évadok | Évadok |
| Név                | 1.     | 2.     | 3.     |
| Zsűri              | Zsűri  | Zsűri  | Zsűri  |
| ------------------ | ------ | ------ | ------ |
| Bánki Beni         |        |        |        |
| Cinthya Dictator   |        |        |        |
| Eke Angéla         |        |        |        |
| Felcser Máté       |        |        |        |
| GoodLike           |        |        |        |
| Kollár Dea         |        |        |        |
| Linczényi Márk     |        |        |        |
| T. Danny           |        |        |        |
| Kiss Ádám          |        |        |        |
| Dancsó Péter       |        |        |        |
| Kovács Krisztián   |        |        |        |
| László Viktória    |        |        |        |
| Pixa               |        |        |        |
| Unfield            |        |        |        |
| Mondik Noémi       |        |        |        |
| Saiid              |        |        |        |
| Puzsér Róbert      |        |        |        |
| Szirmai Gergely    |        |        |        |
| Tamás Bence Gáspár |        |        |        |
| Ács Dániel         |        |        |        |
| Fluor Tomi         |        |        |        |
| Fülöp Péter        |        |        |        |
| Kovács Patrícia    |        |        |        |
| Péterfy Bori       |        |        |        |
| Puskás Péter       |        |        |        |
| Sárközi Gyula      |        |        |        |

## Fogadtatása
A tehetségkutató magas nézettségeket produkált, az első tíz nap során több mint 2,5 millió alkalommal tekintették meg az addig feltöltött mintegy 200 versenyprodukciót és 61 zsűrivideót. Szeptember 10-éig a videómegtekintések összege már 4,5 millió felett volt, a beküldött produkciók száma pedig átlépte a háromszázat. Eddig az időpontig közel 32 ezer internetező hozzávetőlegesen 44 ezer szavazata érkezett be. A Ki Mit Tube versenyére végül 449 versenyprodukciót küldtek be, a videókra összesen 69 641 közönségszavazat érkezett be, a megtekintések száma pedig meghaladta a 6 milliót. A versenynek átlagosan napi 100 ezer követője volt.